# Belfast Blitz
Il Belfast Blitz (Blitz di Belfast) fu una campagna di bombardamenti notturni della Luftwaffe, dal 7 aprile al 6 maggio 1941 sulla città di Belfast in Irlanda del Nord.

## Cronologia

### 7/8 aprile 1941
Un piccolo squadrone di aerei tedeschi fa irruzione nei moli di Belfast e 13 persone vengono uccise. Gli equipaggi della Luftwaffe hanno riferito che il sistema di difesa di Belfast era "di bassa qualità, disordinato e inadeguato".

### 15 aprile 1941
180 aerei tedeschi fanno irruzione notturna a Belfast per cinque ore e mezza.
Nell'attacco vengono uccise 900 persone - il maggior numero in qualsiasi città diversa da Londra in un singolo raid aereo. A 70.000 persone viene fornito un servizio di ristorazione di emergenza. 35.000 case sono state danneggiate e 11 chiese, 2 ospedali e 2 scuole sono state distrutte.
Éamon de Valera invierà 70 uomini con autopompe da Dublino, Dun Laoghaire, Dundalk e Drogheda.

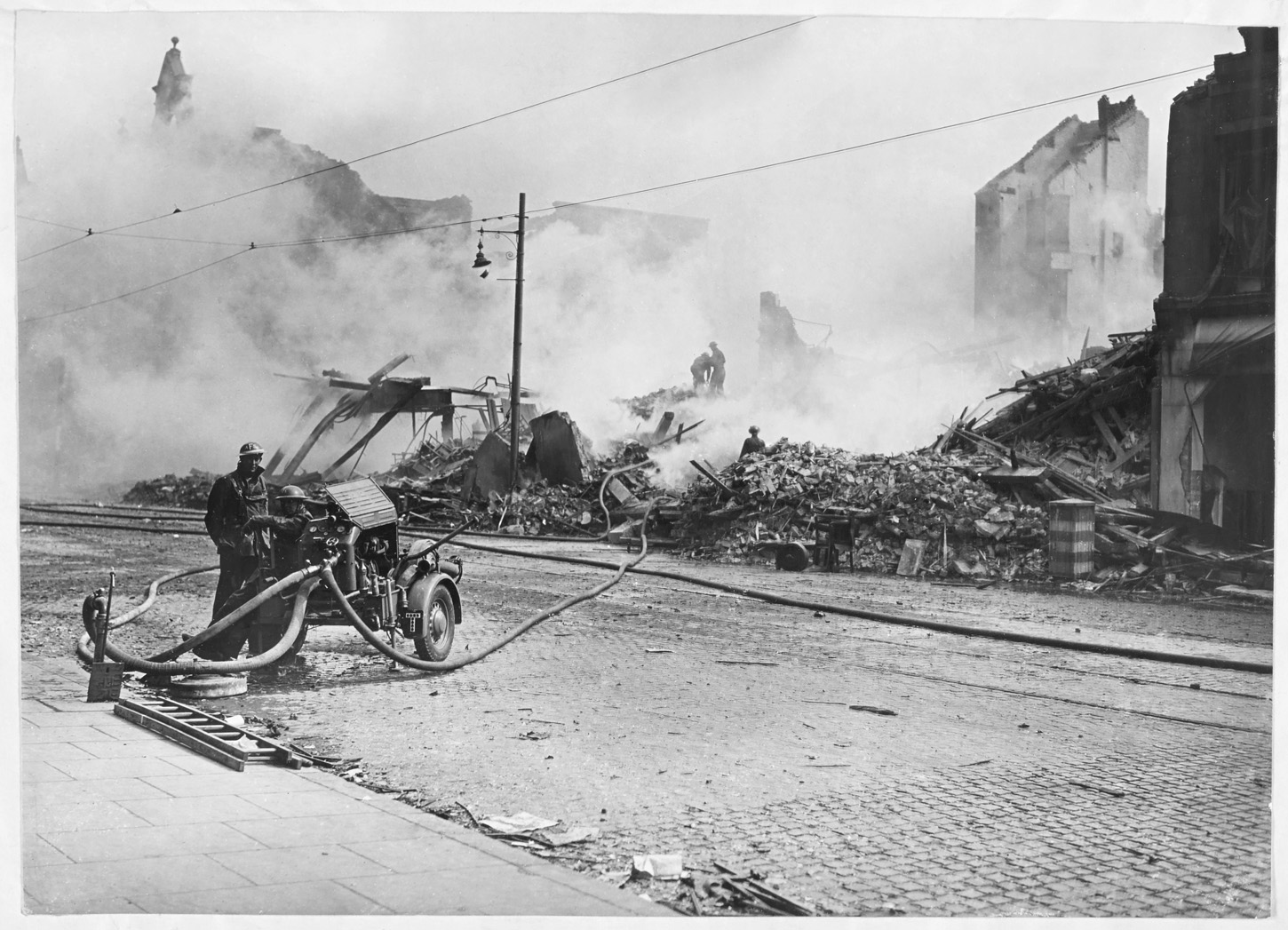
York Street, 17 aprile 1941

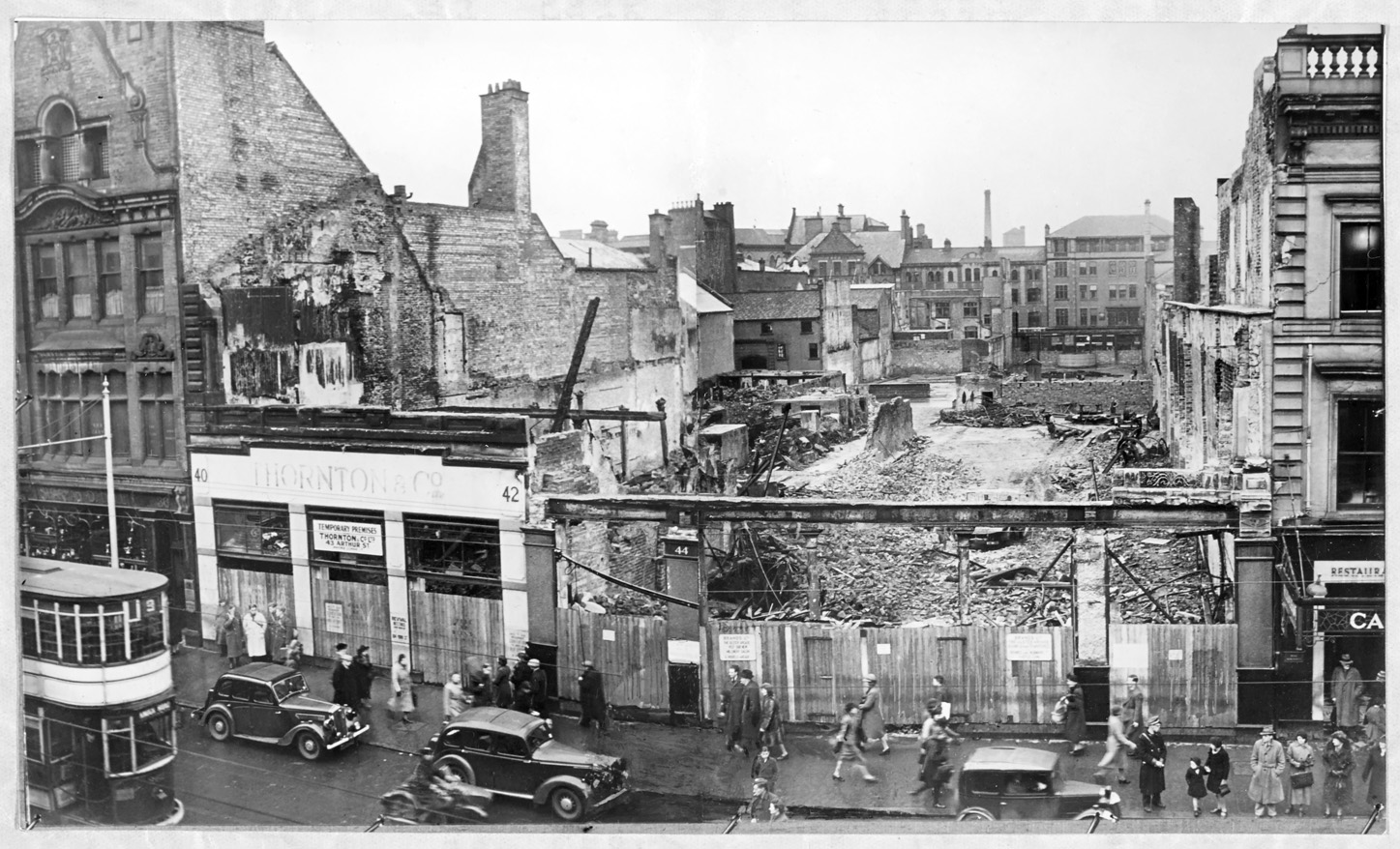
1941: Donegall Place

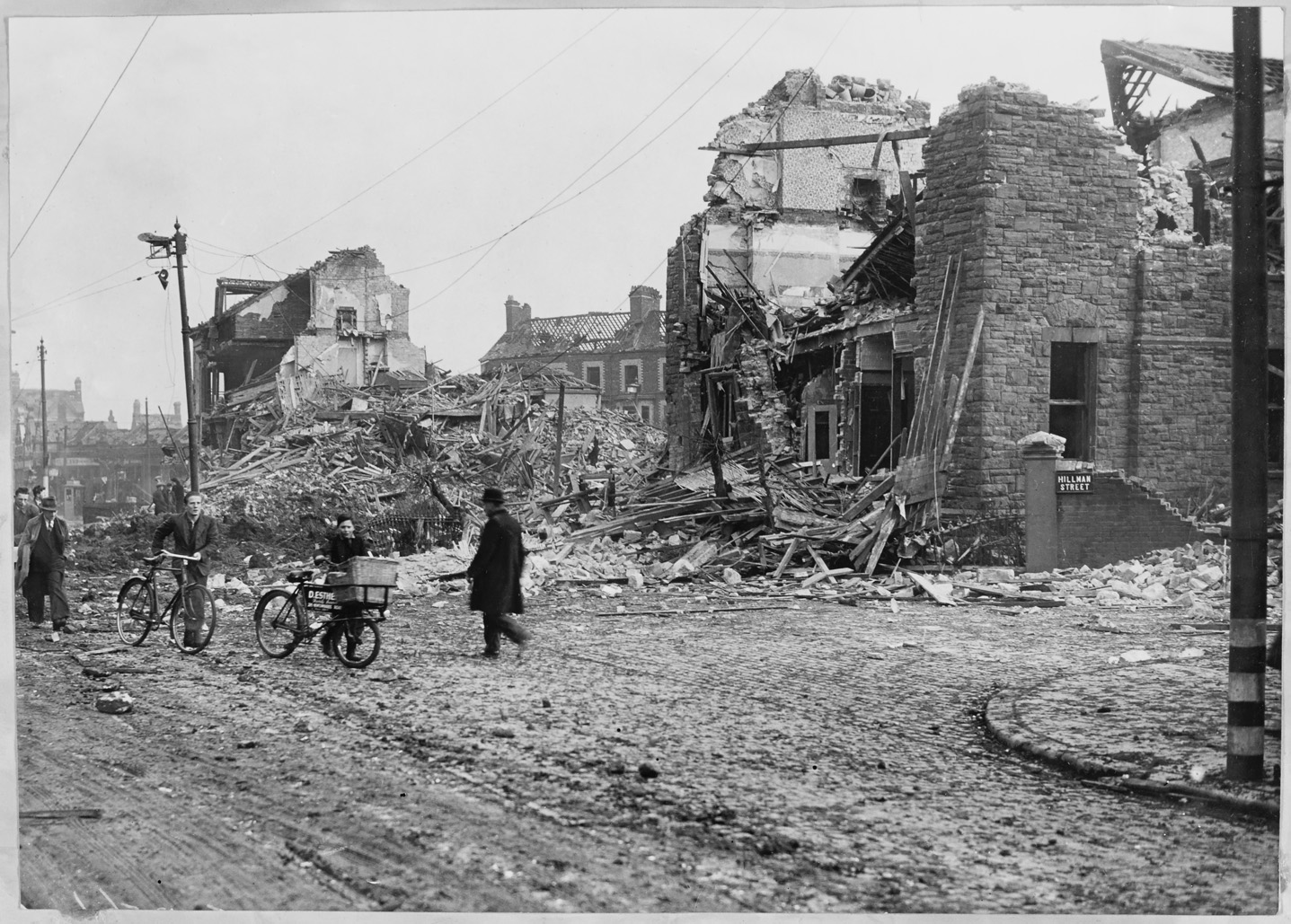
1941: Antrim Road (Duncairn Gardens)

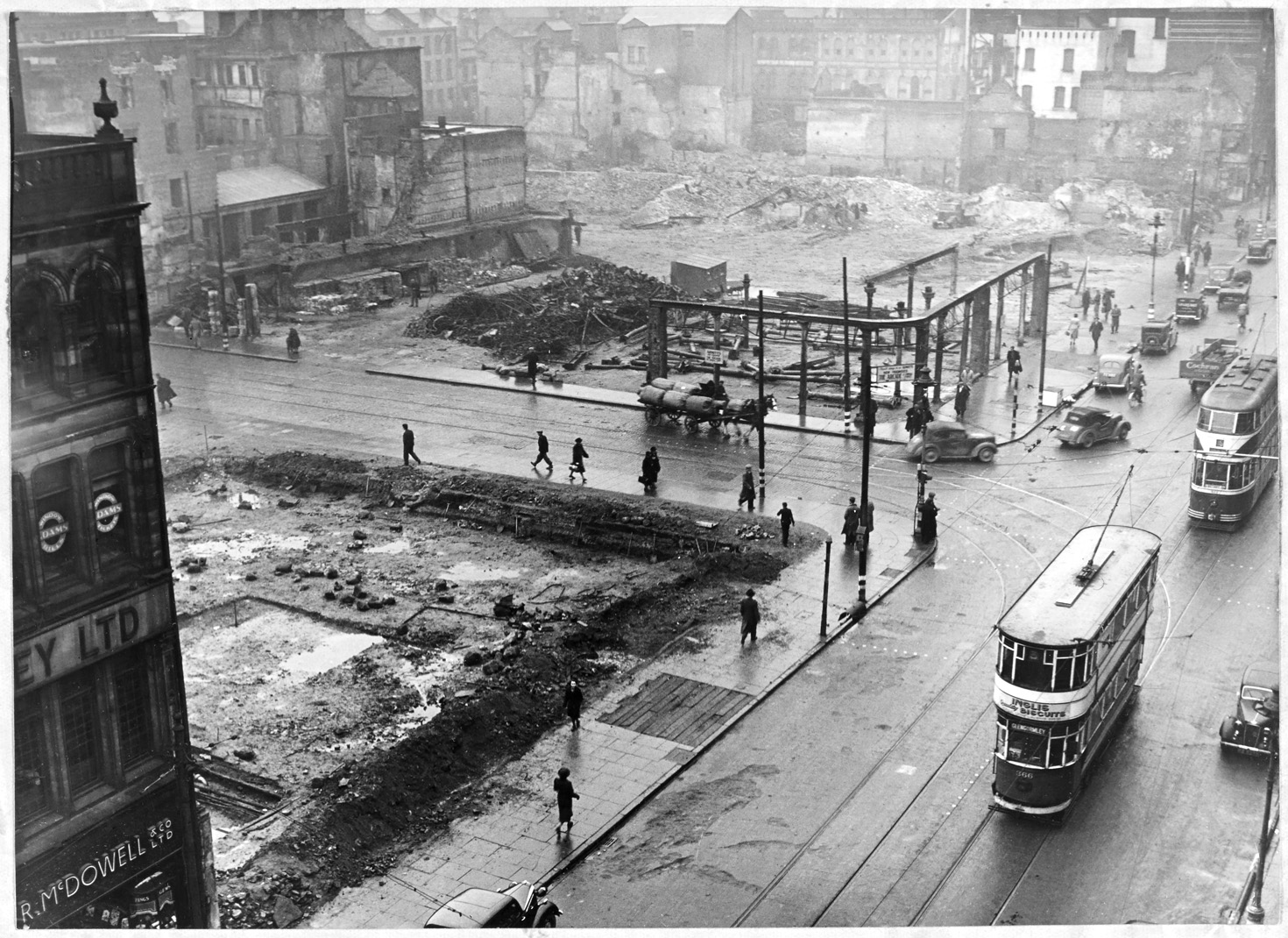
1941: High Street e Bridge Street

### 4/6 maggio 1941
6.000 ordigni incendiari vengono lanciati sull'area portuale, sulle fabbriche e sui cantieri navali. 

## Conseguenze
Il danno arrecato al centro della città è stato grande. I fatti di Belfast sono stati scritti anche sui giornali tedeschi all'epoca.